# Extince
Peter Kops, artiestennaam Extince (Oosterhout, 1967), is een Nederlandse rapper. Kenmerkend voor de liedjes van Extince zijn woordspelingen, onregelmatige, onvoorspelbare rapregels, een 'geleerde' Drs. P-achtige woordenschat en zijn Brabantse accent met zachte g. Hij scoorde enkele nationale hits met nummers als Spraakwater, Viervoeters en Kaal of kammen.

## Biografie

### 1984-1994: Engelstalige carrière
In 1984 brak Kops zijn school-opleiding af en verruilde hij wat later Oosterhout voor Amsterdam om zich met muziek bezig te gaan houden. Kops luisterde veel rap, waaronder de rapgroep Whodini die bestond uit rapper Jalil en rapper Extasy, wiens naam hij verstond als "Extince". Toen bleek dat hij de naam verkeerd had verstaan, besloot hij deze zelf te gebruiken. Onder het pseudoniem Extince bracht hij in 1986 zijn eerste plaat uit: de 7" "Rap Around The Clock". In 1987 scoorde hij een bescheiden hitje met het Engelstalige "The Milkshake Rap" dat werd uitgebracht op HipHop records, een sublabel van Hotsound records te Rotterdam Zuid. De plaat werd na enige tijd uit de handel genomen door een claim van Mc Donalds vanwege het oneigenlijk gebruik van een sample met reclamemuziek van het bedrijf. Het nummer The Milkshake Rap was geproduceerd door Peter Slaghuis die datzelfde jaar het nummer had geremixt. Kops wordt gezien als een van de eerste succesvolle Engelstalige rappers in Europa en daarnaast als een van de eerste Nederlandstalige rappers die in Nederland succes kreeg in de mainstream. Als Engelstalige rapper in de jaren '80 met showcases in Nederland, Duitsland, Groot-Brittannië, België en Spanje had Kops als artiest al ervaring opgedaan. 
Toen hij begin jaren '90 tweemaal achtereen met veel succes optrad op het New Music Festival in New York was de jongensdroom, die hij en de meeste Nederlandse rappers destijds najoegen, uitgekomen.
Niet helemaal, want de volledige droom was om in New York een platencontract af te sluiten en als wereldartiest te gaan opereren vanuit de Verenigde Staten. Door het ontbreken van de juiste benodigdheden zoals een Green Card begon hij in te zien dat zijn droom – in het nog mechanische muziektijdperk – moeilijk te verwezenlijken kon zijn.

### 1994-2001: Begin van Nederlandse carrière

#### Turbotaal(1994)
De ommekeer kwam in 1994, toen de Amsterdamse Osdorp Posse-frontman Def P. aan Extince vroeg om met hen een nummer op te nemen in het Nederlands. Extince zag het bijna als een belediging, omdat hij zich op de internationale markt wilde richten. Hij nam uiteindelijk een verse op voor het nummer dat Turbotaal ging heten. Hij schaamde zich toen het nummer uitkwam, maar tot zijn verbazing kreeg hij positieve reacties. Zo besloot hij het Engels te verruilen voor het Nederlands.

#### Spraakwater(1995)
Het vervolg was het nummer Spraakwater, dat hij in 1995 uitbracht. Het kwam in Nederland als eerste Nederlandstalige hiphopplaat in de top tien van zowel de Nederlandse Top 40 als de Mega Top 50 terecht. Dit plotse commerciële succes en de voor die tijd ongebruikelijke zakelijke opstelling van Extince in de afhandeling van Turbotaal schoot de fel anti-commerciële Def P in het verkeerde keelgat, waarop hij het nummer Braakwater uitbracht. Extince reageerde met Kaal of Kammen, waarop hij niet alleen de kritiek virtuoos pareerde, maar ook de lat van wat mogelijk is met de Nederlandse flow aanzienlijk hoger legde. Op zijn Nederlandse debuutalbum Binnenlandse Funk (1998) bestendigde hij die positie en bewees met nummers zoals 'Van Onze Verslaggever' zijn bewustzijn en plaats binnen de hip hop geschiedenis. Hiermee was het hek van de dam voor een hele nieuwe lichting Nederlandstalige hiphopartiesten en het meest toonaangevende hiphopplatenlabel van de Lage Landen (Top Notch) was geboren.

### 2001-heden
In 2001 verscheen Vitamine E, en opnieuw drie jaar later 2e Jeugd (2004). Eén nummer op dit album, Doorgaan, is een diss tegen een andere Nederlandstalige rapper, Brainpower, en opgenomen nadat Extince erachter was gekomen dat hij door hem was gedist in het kader van de vete tussen de Osdorp Posse en Extince. Brainpower reageerde hier kwaad op met het 8.09 minuten durende nummer Ghostbusters waarin hij Extince verweet dat deze niet weet dat er meer woorden in de Nederlandse taal zijn dan "je weet toch". Na een (opnieuw driejarige) stilte tot 2007 waarin hij werkte aan zijn nieuwe album, antwoordde Extince humoristisch met het eveneens 8:09 minuten durende "Wee toch".
In 2006 zorgde Extince samen met The Partysquad, Jacqueline Govaert en Caprice voor de opening van de TMF Awards 2006 met het nummer Ben je down. In de weken daarna was er veel vraag naar de single, waarop TMF besloot dat de single exclusief te downloaden werd. Op 9 december kwam de single op basis van alleen downloads binnen op nummer 4 in de Single Top 100.
Op 7 december 2007 verscheen het vijfde album: Toch? met als eerste single het nummer "Repper De Klep". Dit nummer is een verwijzing naar de gelijknamige Nederlandstalige disco-hit van Danny Boy uit 1980.
In 2009 stond Extince op het album van de Flinke Namen; Superstuntwerk.
In 2010 bracht Extince voor Serious Request 3FM naar aanleiding van het feit dat zijn label Top Notch 15 jaar bestond en het eveneens al 15 jaar geleden was dat hij zijn eerste grote hit scoorde met het nummer Spraakwater dit nummer in een opnieuw opgenomen versie uit met de titel Spraakwater 2010.
In 2011 verscheen Extince met nieuw materiaal op de hiphopverzamelaar Zieke Zuiden, in 2012 maakte hij "De Winnaar Houdt Aan" een mixtape met zowel reeds verschenen als nieuwe nummers.
In 2015 bracht Extince "X" uit, zijn vijfde album als verzamelplaten niet meegerekend worden.
Intussen blijft Extince doorgaan met optreden.

## Prijzen en nominaties
| Jaar | Prijs          | Categorie                  | Muziek            | Nr.    |
| ---- | -------------- | -------------------------- | ----------------- | ------ |
| 2005 | Gouden Greep   | Lifetime Achievement Award |                   | Win    |
| 2006 | Gouden Greep   | Beste Nummer               | 20 JR.            | Nom    |
| 2006 | Urban Awards   | Beste Lyrics               | 20 JR.            | Nom    |
| 2007 | Gouden Greep   | Beste Album                | Toch?             | Nom    |
| 2007 | Gouden Greep   | Hardste Distrack           | Wee Toch..        | Win    |
| 2007 | Nieuwe Revu    | Top 15 NL Hiphop-albums    | Binnenlandse Funk | Nr. 1  |
| 2007 | Nieuwe Revu    | Top 15 NL Hiphop-albums    | Vitamine E        | Nr. 8  |
| 2008 | 3VOOR12 Awards | Song van het Jaar          | Repperdeklep      | Nr. 83 |
| 2018 | Edisons        | Oeuvreprijs                |                   |        |

## Discografie

### Albums
Studioalbums
- Binnenlandse Funk (1998)
- Vitamine E (2001)
- 2e Jeugd (2003)
- Toch? (2007)
- X (2015)
- KERMIS (2019)
- Spraakwater 25 (2020)

Ep's
- Extra Avonturen (2006)

Mixtapes
- De Winnaar Houdt Aan (2012)

Verzamelalbums
- De Avonturen van de Exter-O-Naldus (2005)

Hitnotering
| Album met eventuele hitnotering(en) in de Nederlandse Album Top 100 | Datum van verschijnen | Datum van binnenkomst | Hoogste positie | Aantal weken | Opmerkingen |
| ------------------------------------------------------------------- | --------------------- | --------------------- | --------------- | ------------ | ----------- |
| Binnenlandse Funk                                                   | 1998                  | 08-08-1998            | 47              | 20           |             |
| Vitamine E                                                          | 2001                  | 07-04-2001            | 43              | 5            |             |
| 2e Jeugd                                                            | 2003                  | 31-01-2004            | 20              | 8            |             |
| Toch?                                                               | 2007                  | 15-12-2007            | 24              | 9            |             |
| X                                                                   | 2015                  | 21-03-2015            | 23              | 2            |             |

### Nummers
Singles (fysieke uitgaven)
- Spraakwater, cd (1995)
- Kaal Of Kammen, cd, 12" (1996)
- Viervoeters, cd (1998)
- Zoete Inval, cd, 12" (1999)
- Grootheidswaan, cd, 12" (2001)
- De Avonturen van de Exter-O-Naldus, cd (2001)
- Voorprogramma, cd (2004)
- Tis Nie Waar, 7" (2010)
- Moo$ Wanted (2025) Vinyl

Hitnotering
| Single met eventuele hitnotering(en) in de Nederlandse Top 40 | Datum van verschijnen | Datum van binnenkomst | Hoogste positie | Aantal weken | Opmerkingen                                                                                |
| ------------------------------------------------------------- | --------------------- | --------------------- | --------------- | ------------ | ------------------------------------------------------------------------------------------ |
| Spraakwater                                                   | 1995                  | 02-12-1995            | 8               | 7            | Alarmschijf                                                                                |
| Kaal of kammen                                                | 1996                  | 22-06-1996            | 38              | 3            |                                                                                            |
| Viervoeters                                                   | 1998                  | 26-12-1998            | 12              | 10           |                                                                                            |
| Zoete inval                                                   | 1999                  | 17-07-1999            | 30              | 3            | met Murth The Man-O-Script, Krewcial, Skate The Great, Yukkie B, Brainpower, Goldie & Scuz |
| Grootheidswaan                                                | 2001                  | 17-03-2001            | tip12           | -            |                                                                                            |
| De Avonturen van de Exter O Naldus                            | 2001                  | 21-07-2001            | tip15           | -            |                                                                                            |
| Ben je down (TMF Awards Anthem 2006)                          | 2006                  | 16-12-2006            | tip8            | -            | met Partysquad, Jacqueline van Krezip & Caprice                                            |